# نصرت جهان بیگم
سیده نصرت جهان بیگم (زاده ۱۸۶۵ – درگذشت ۱۹۵۲) و حضرت امان جان «مادر محبوب» در جامعه احمدیه، دومین همسر میرزا غلام احمد و دختر میر نصیر نواب دهلی بود.

## پیشنه خاندان
پیشینه این خاندان به «اهل بیت» (خانواده) محمد بر می‌گردد، به همین علت به عنوان سادات نامیده می‌شوند. شجره نامه او بعد از ۴۰ نسل به حسین بن علی، نوه حضرت محمد می‌رسد. اجداد او در زمان حکمرانی شاه جهان، پادشاه مغول، مهاجرت کردند. شاعر و عارف مشهور اردو، خواجه میر درد (۱۷۲۱–۱۷۸۵) پدربزرگ نصرت جهان بیگم بود.